# Камедоне (Ла Специја)
Камедоне је насеље у Италији у округу Ла Специја, региону Лигурија.
Према процени из 2011. у насељу је живело 27 становника. Насеље се налази на надморској висини од 264 м.